# Nyctemera pratti
Nyctemera pratti är en fjärilsart som beskrevs av George Thomas Bethune-Baker 1904. Nyctemera pratti ingår i släktet Nyctemera och familjen björnspinnare. Inga underarter finns listade i Catalogue of Life.